# Csabaújfalu

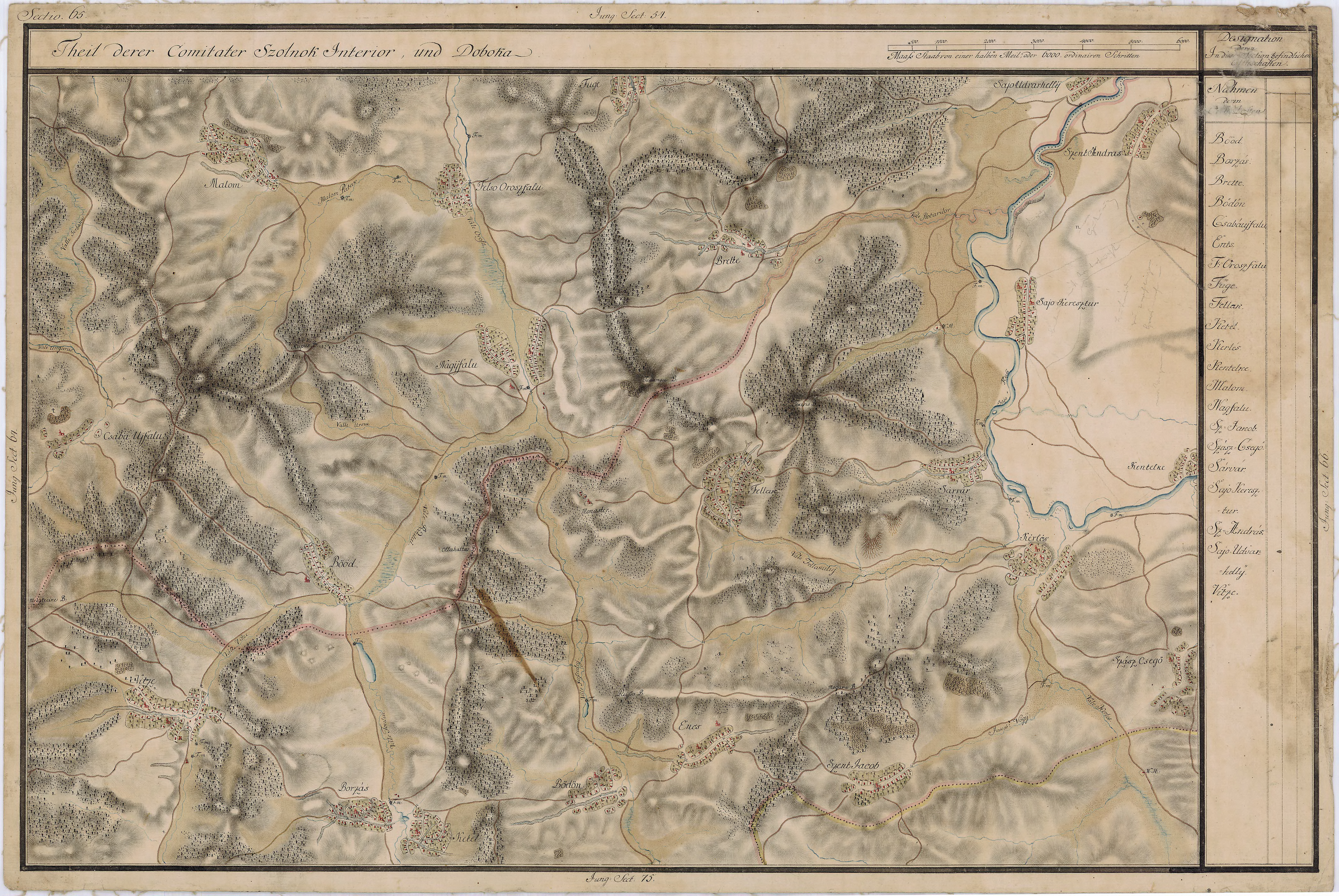
Csabaújfalu egy régi térképen

Csabaújfalu románul: Valea Ungurașului, falu Romániában, Erdélyben, Kolozs megyében.

## Fekvése
Déstől délkeletre fekvő település.

## Története
Csabaújfalu nevét 1603-ban említette először oklevél Vyfalu néven. Későbbi névváltozatai: 1733-ban Vallere, 1750-ben Valyere, 1760–1762 között Csaba Ujfalu, 1831-ben Csaballyafalu, 1808-ban Újfalu (Csaba-), Neudorf, Vályereé, 1861-ben Csaba-Ujfalu, 1913-ban Csabaújfalu.
Csaba-Újfalu a szamosújvári uradalomhoz tartozott, de ennek tartozékai közt 1553–58-ban még nem fordult elő, csak az 1603-ik évi összeírásban, tehát 1553–1603 közt keletkezett, de 1590 körül már megvolt, mert ekkor egy oklevél tanusága szerint Báthory Zsigmond fejedelem Mindszenti Benedeknek adta Ferdinánd király és a török császárnál fejedelme érdekében tett hűséges szolgálataiért e falut Vicze, Báton és Csabával együtt. 1607-ben viczei Mindszenti Benedek és neje Losonczi Bánffy Anna birtoka, kiket ez évben Rákóczi Zsigmond fejedelem új adomány címén birtokukban megerősített. 1630-ban birtokosa Mindszenti Gábor. 1677-ben I. Apafi Mihály Péchy Erzsébetet, előbb Mindszenti Gábor, majd Haller Péter özvegyét és utóbbi férjétől való gyermekeit: Lászlót, Jánost, Györgyöt, Erzsébetet Bethlen Elek jegyesét, valamint első férjétől való leányának  Erzsébetnek Kapy Gábornénak leányát Kapy Krisztinát e birtokukban megerősítette. 1721-ben Kapy János és Erzsébet Jábóczky Gáborné birtoka. 1772-ben pedig a Jábóczkyaké.
1829-ben a kincstáré, amely itteni részét "katonásított" birtokaiért cserébe adta a báró Kemény, Huszár, Perényi és gróf Haller, Lázár, valamint az Alsó, Keresztúri, Jábóczky és Jékei családoknak. 1866-ban nemesi jogú birtokosai voltak: Ábrahám Emil Kolozsvárról és Incze Ferenc Bálványosváraljáról.
A trianoni békeszerződés előtt Szolnok-Doboka vármegye Kékesi járásához tartozott. 1910]-ben 328 lakosából 303 román , 10 magyar, 15 német volt. Ebből 303 görögkatolikus, 15 izraelita, 7 református volt.

## Nevezetességek
- Régi görögkatolikus fatemploma 1750-ben épült.